# Palmácia
Palmácia est une municipalité brésilienne de l'État du Ceará. Palmácia est situé dans la région montagneuse du Ceará et se impose comme une destination touristique dans l'état, classé comme ville idéale pour l'écotourisme et le tourisme d'aventure,,,.

## Images

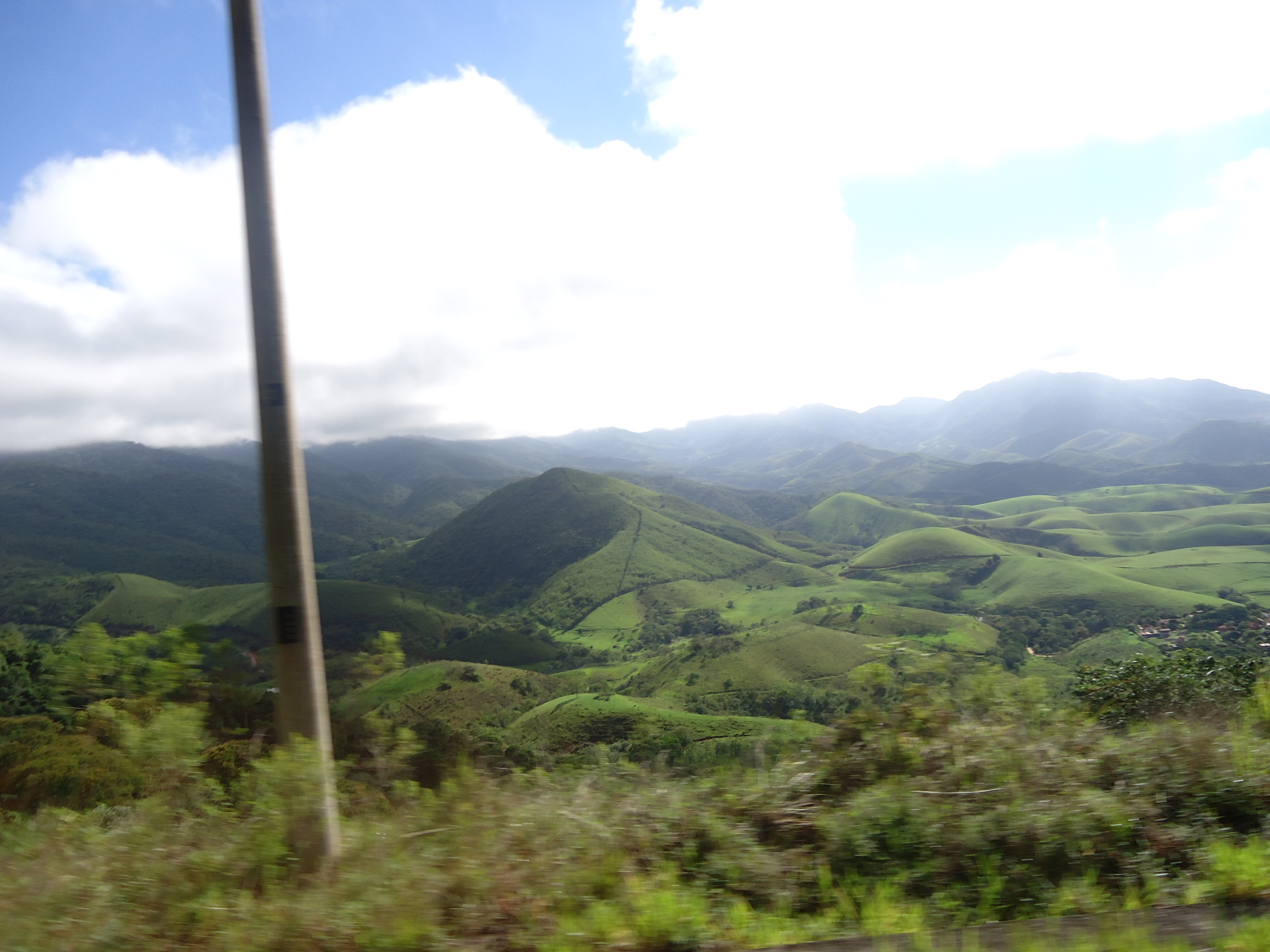
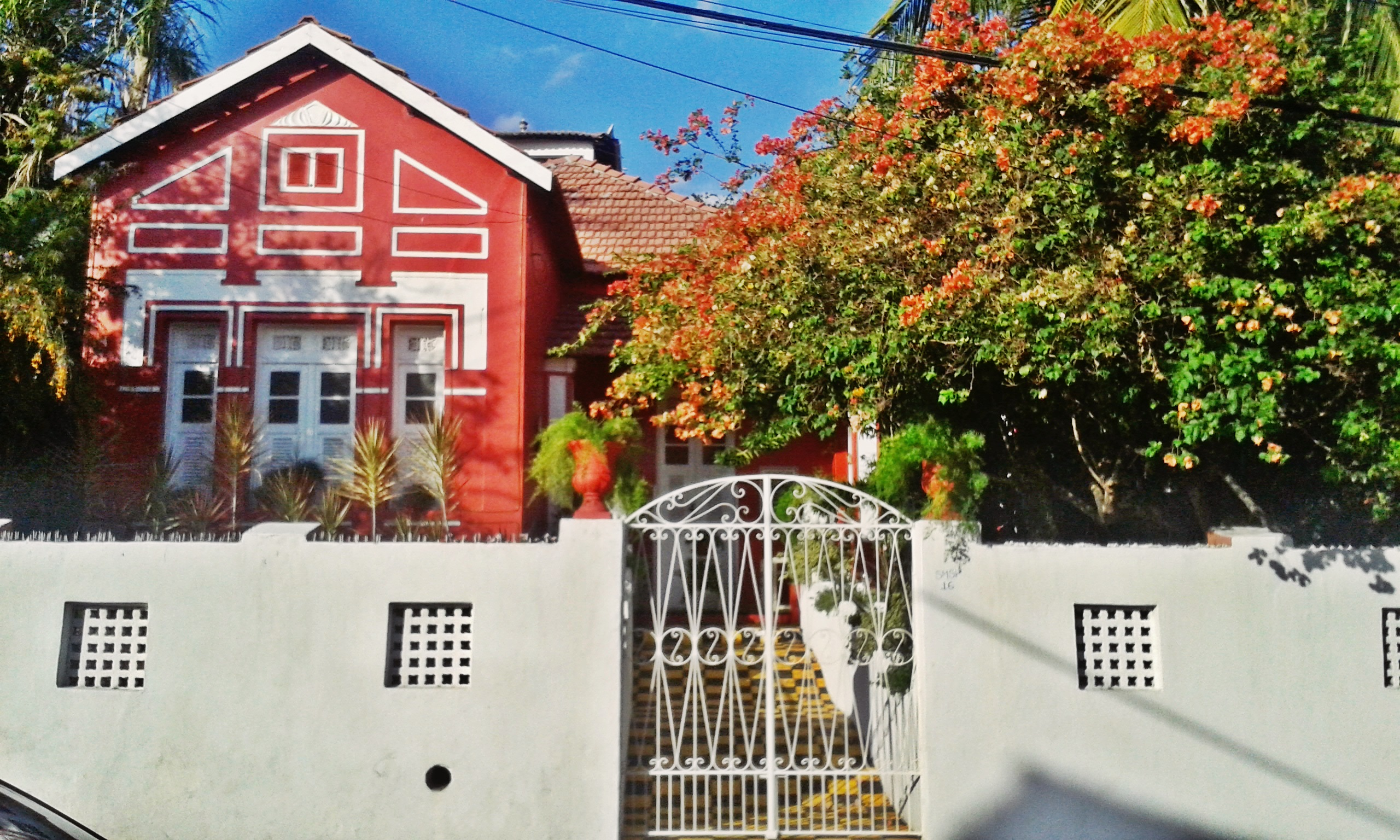
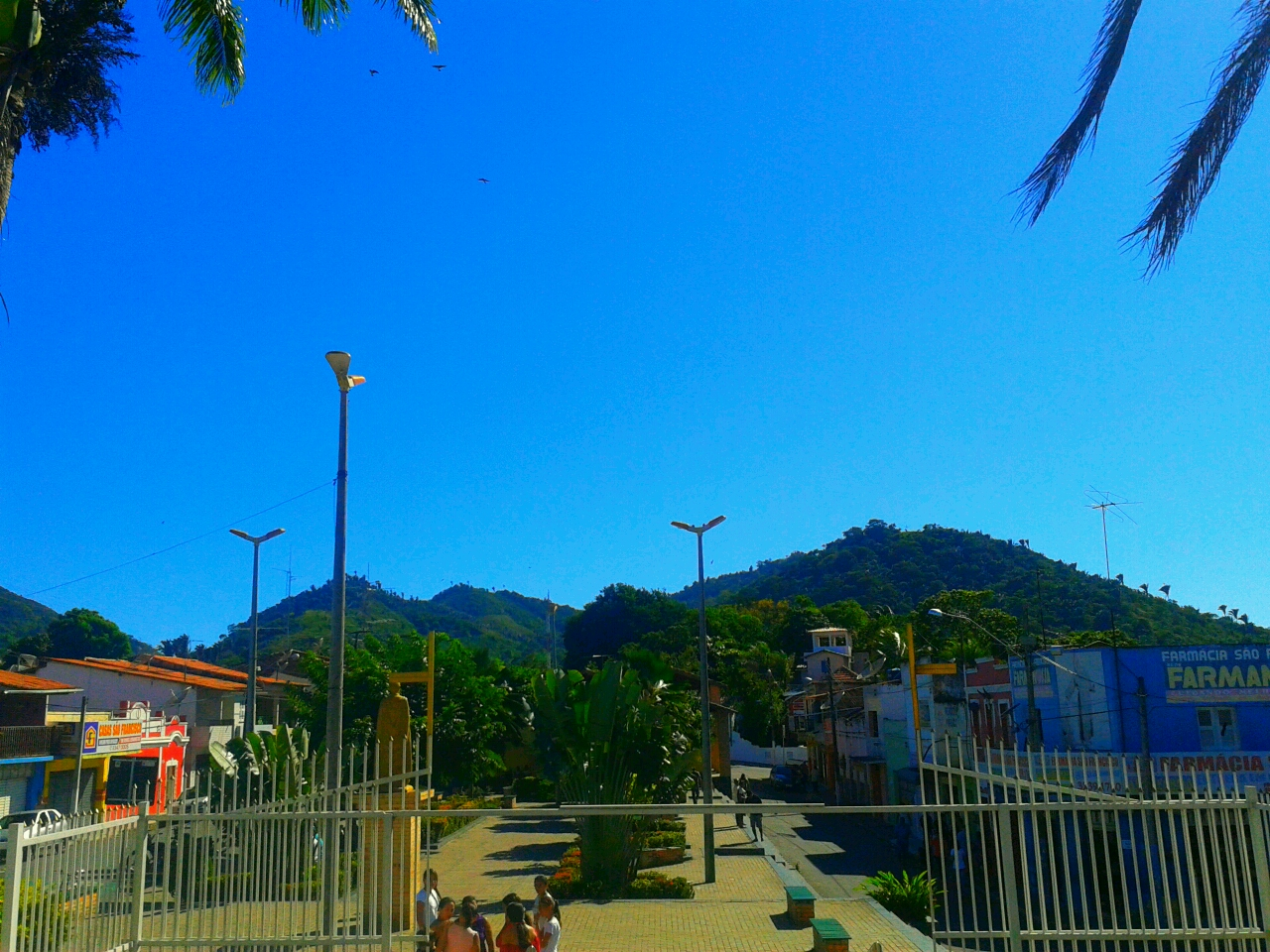
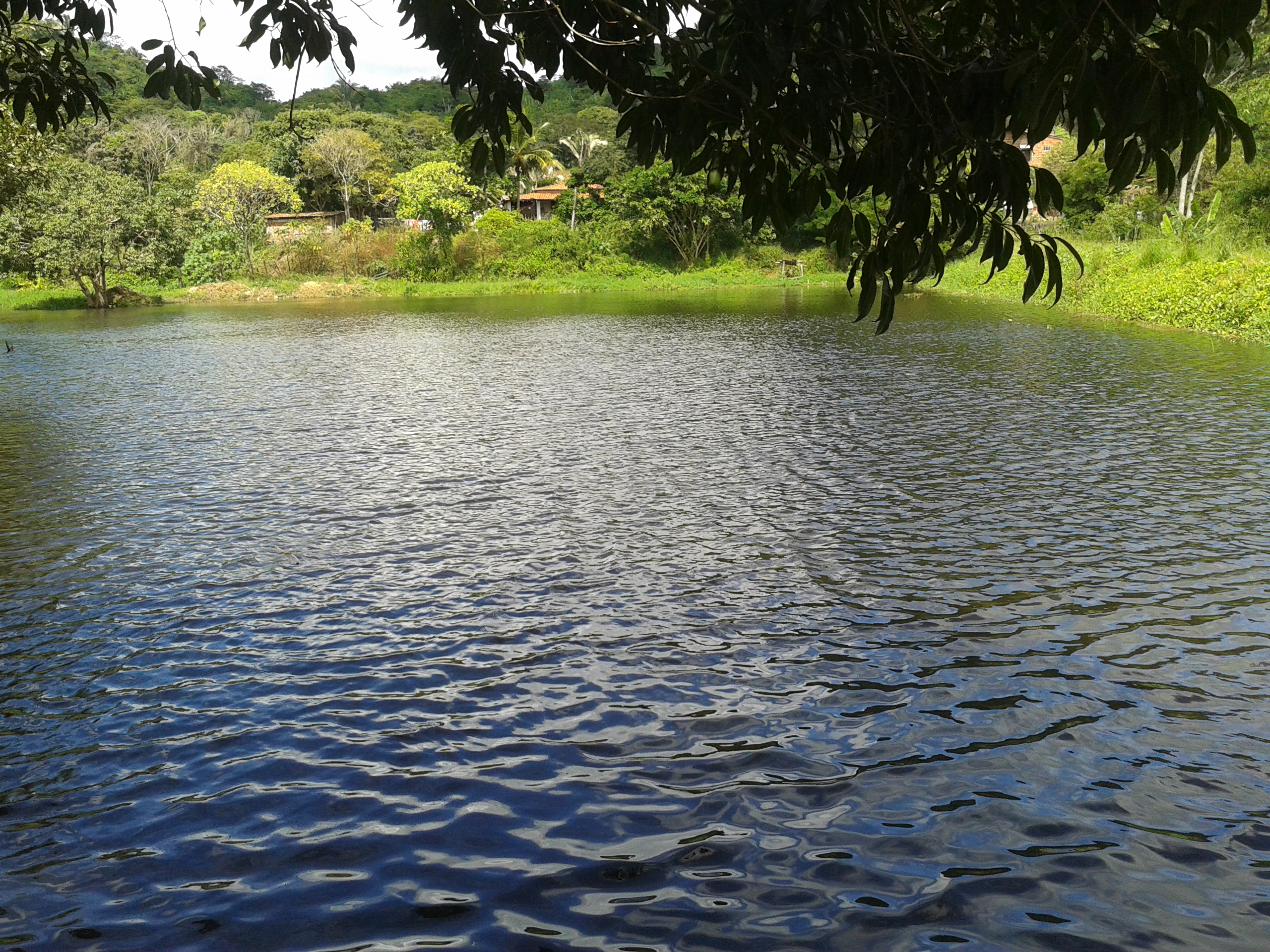
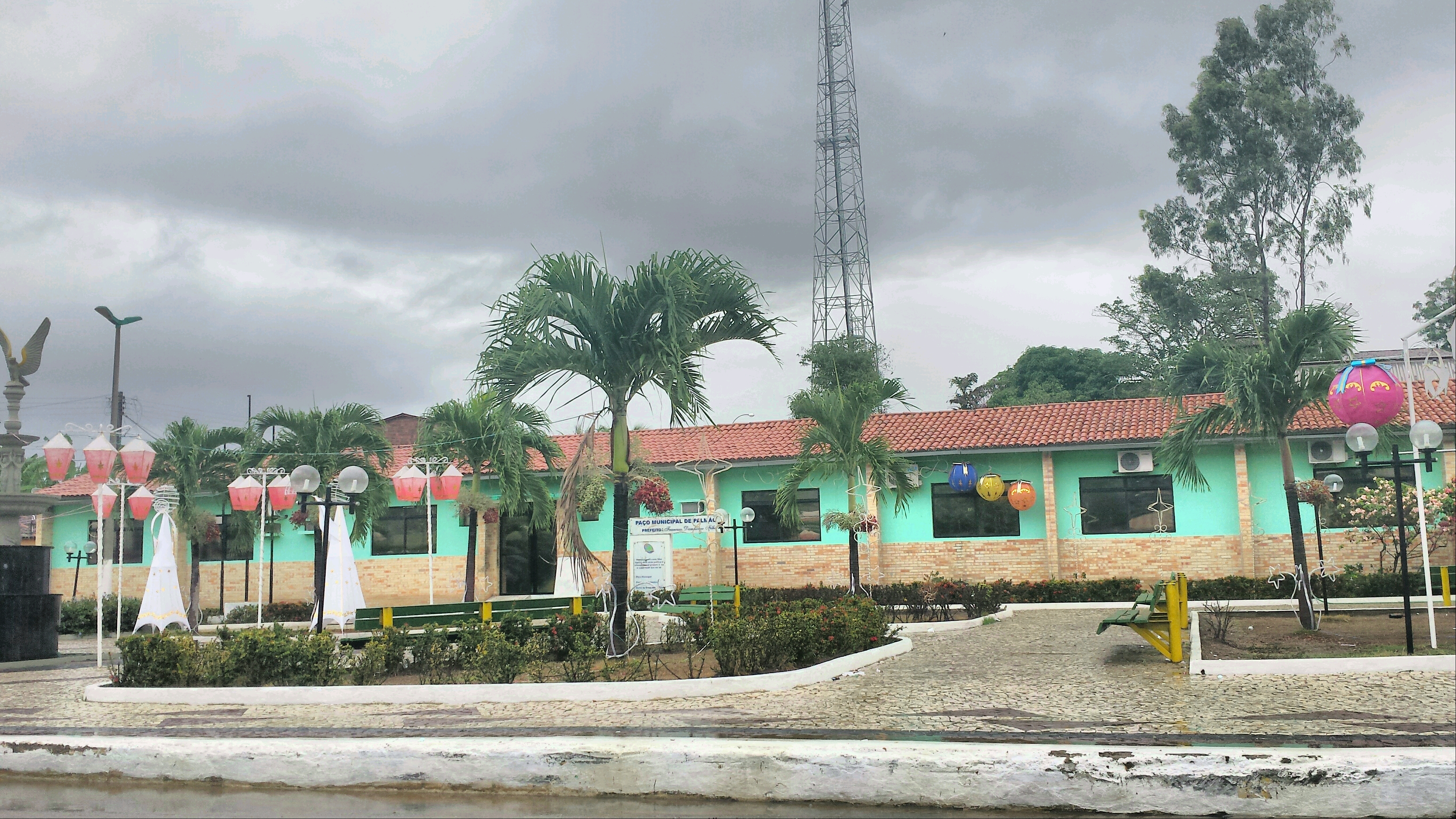
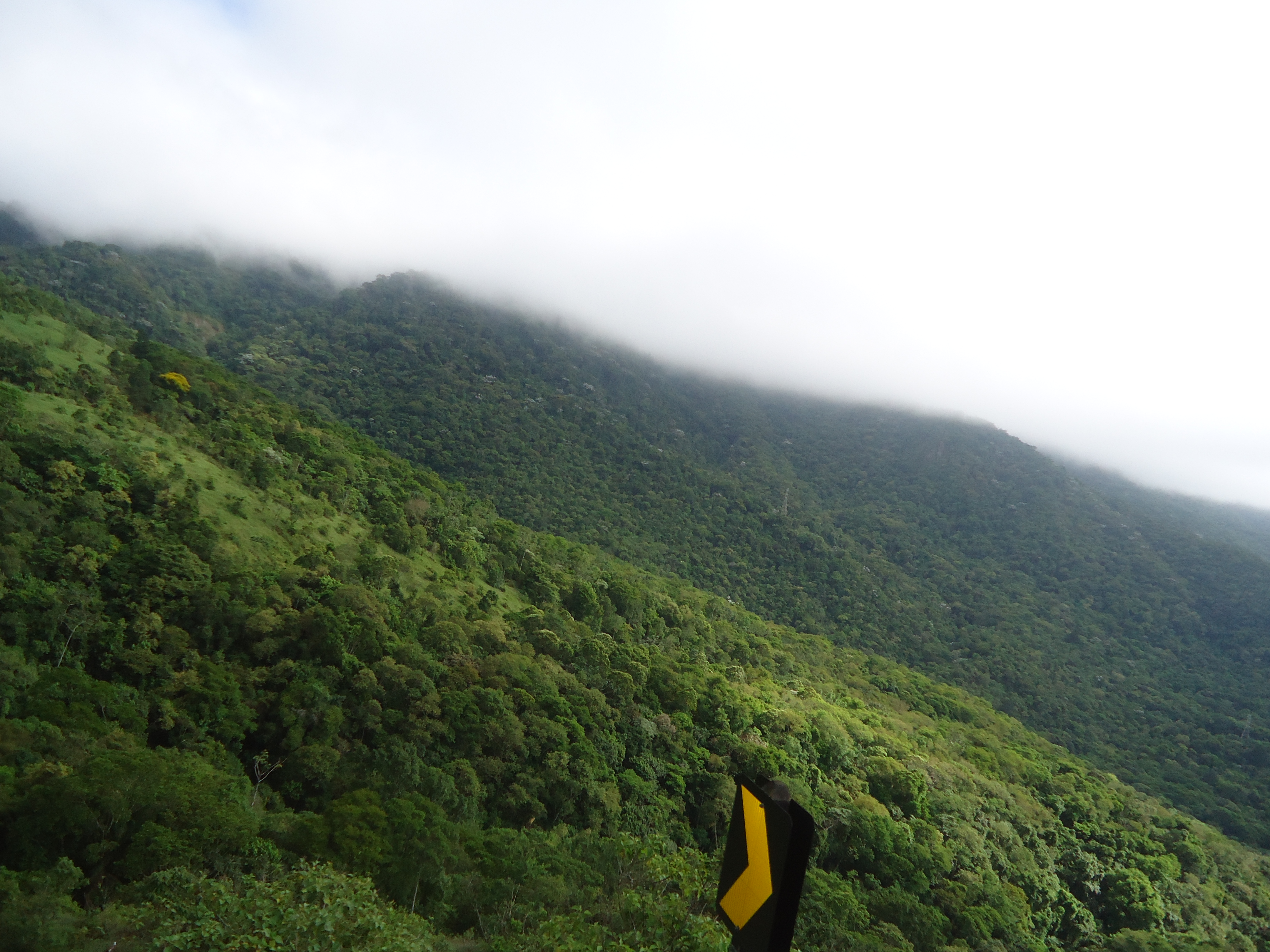
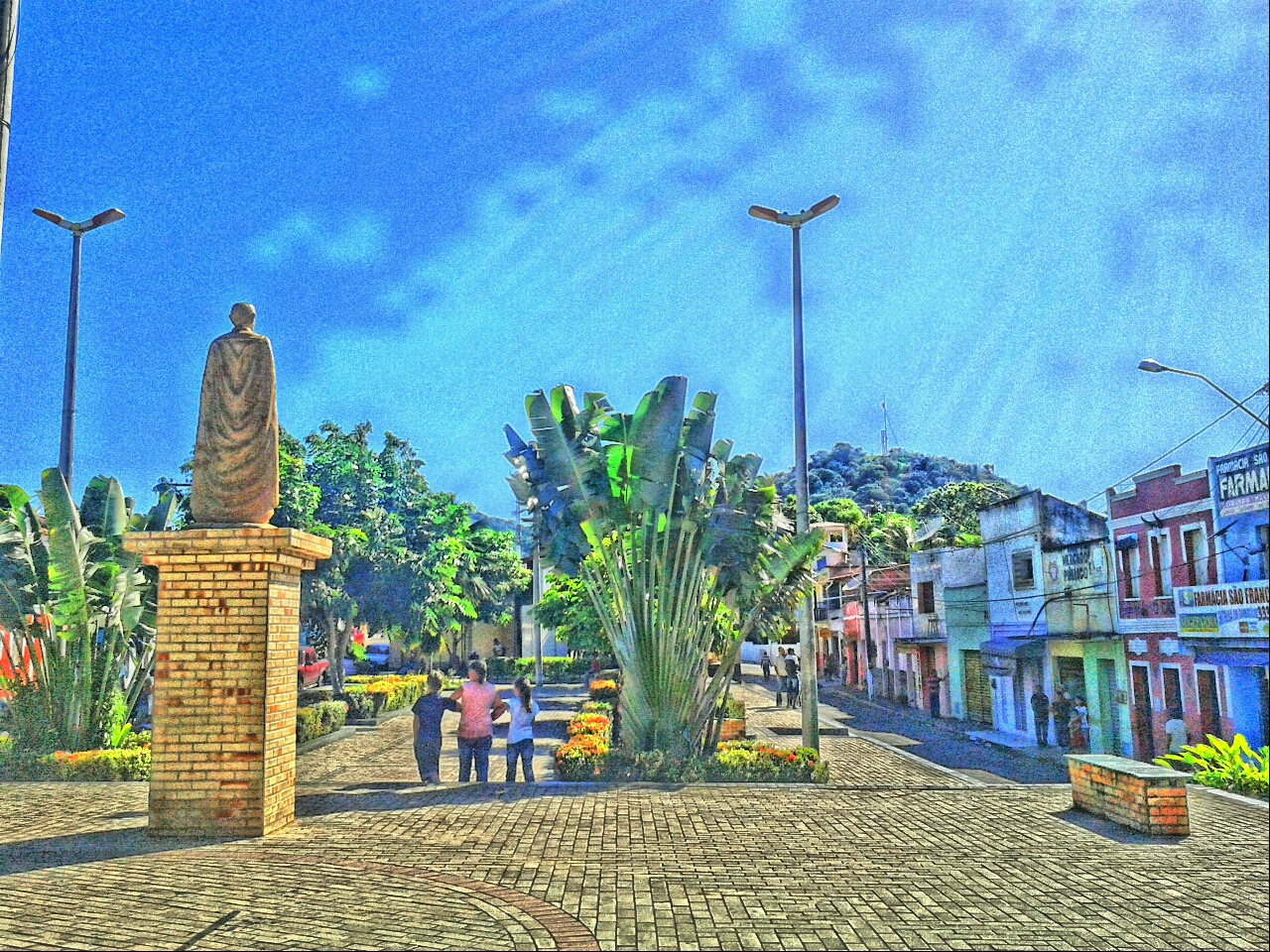
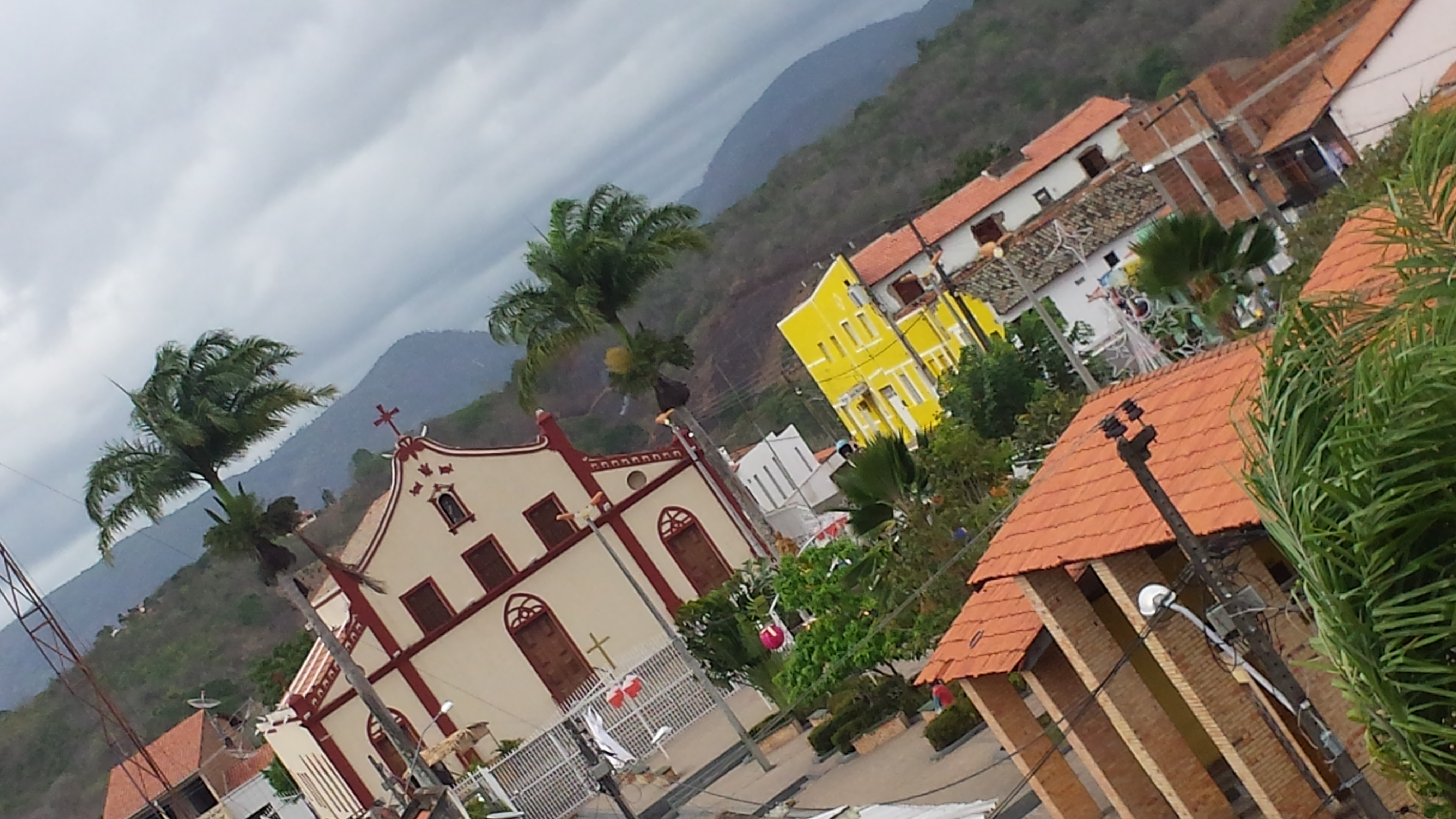
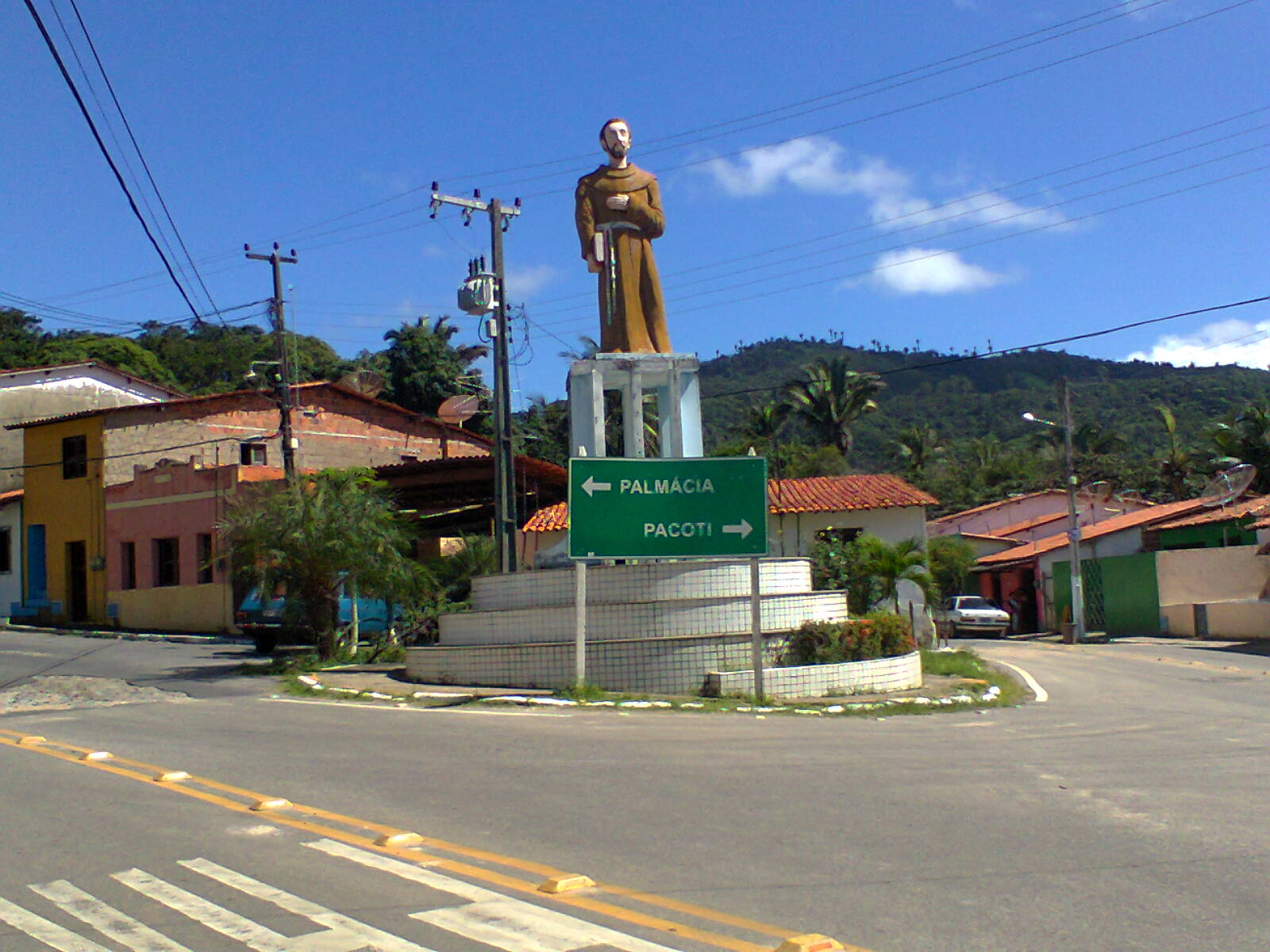
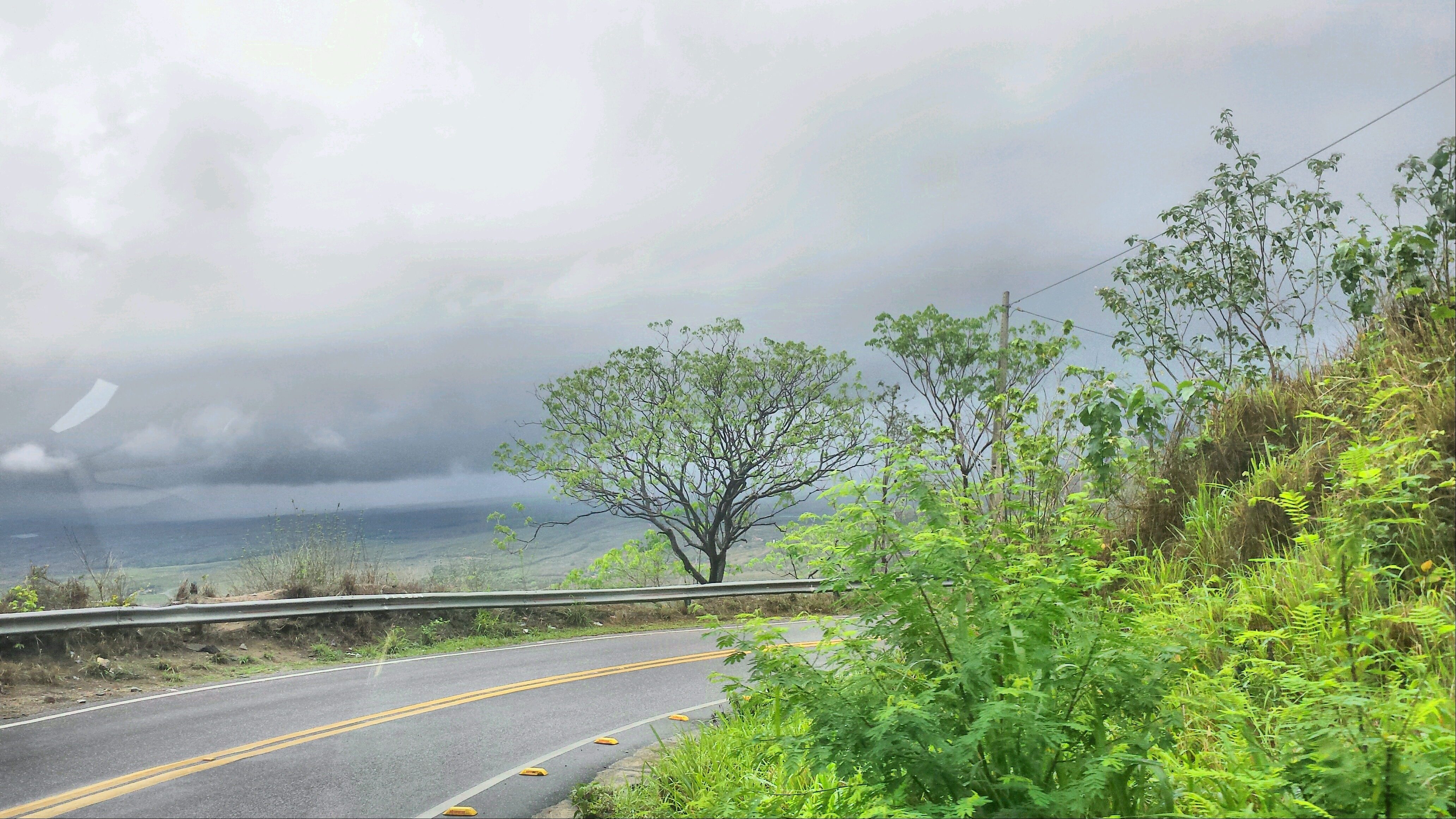